# Gyógypedagógiai andragógia
Gyógypedagógiai andragógia az önálló életvezetésükben korlátozott és ezért segítséget igénylő felnőtt fogyatékosok nevelésének, művelésének, pedagógiai kísérésének tudománya. 

## Tárgya
Az életvezetés megsegítése a gyógypedagógia eszközeivel, a családban, lakóközösségben, szociális intézményben.

## Témakörei
Főbb témakörei: a korábbi intézményes nevelés eredményeként kialakult ismeretek, képességek gyakorlása és továbbfejlesztése, a szakmatanulás és foglalkoztatás területei, a szabadidős programok tartalma, a személyközi kapcsolatok építése. 